# Michail Gerdschikow

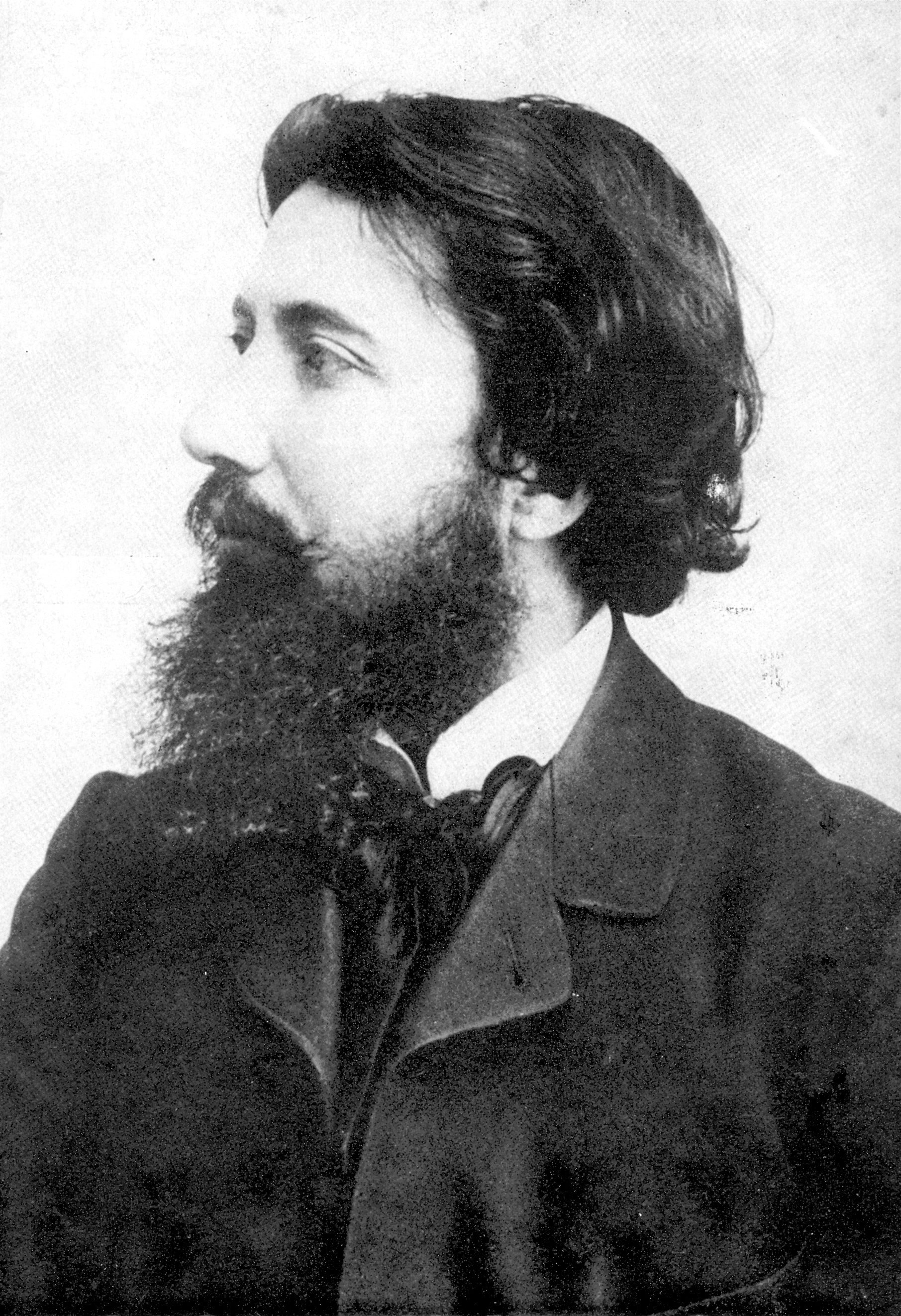
Michail Gerdschikow

Michail Iwanow Gerdschikow (bulgarisch Михаил Иванов Герджиков; * 26. Januar 1877 in Plowdiw; † 18. März 1947 in Sofia) war ein Revolutionär und gilt als eine führende Persönlichkeit der BMARK (Bulgarische Makedonisch-Adrianopeler Revolutionäre Komitees/Български Македоно-Одрински революционни комитети, einer Vorläuferorganisation der IMRO) in Makedonien und Thrakien. Er leitete die Vorbereitungen und führte die Kampfhandlungen der Organisation während des Ilinden-Preobraschenie-Aufstandes in der „7. revolutionären Region“, die Ostthrakien einschloss. Er war außerdem einer der bekanntesten bulgarischen Vertreter des Anarchismus.

## Familie
Michail Gerdschikow wurde in Plowdiw, damals noch Philippopolis im Jahr 1877 geboren. Seine Mutter Magdalina Ilitsch stammte aus Kopriwschtiza, sein Vater hieß Iwan Pawel Gerdschikow und stammte aus Batak. Er war nach der Errichtung der autonomen Provinz Ostrumelien Vorsitzender des Obersten Gerichtshofes in Plodiw und nach der Vereinigung mit dem Fürstentum Bulgarien, Direktor einer Bank.

## Leben
Michail Gerdschikow besuchte das französische College, wo er den Spitznamen Michelle bekam. Hier erlernte er die Französische Sprache und lernte die revolutionäre französische Literatur kennen, die bei dem jungen Michail tiefe Spuren hinterließ. Noch als Jugendlicher im College wurde er der Anführer eines Geheimen Mazedonischen Revolutionären Komitees. Nach Beendigung des Colleges ging er nach Lausanne und Genf, wo er Jura studierte und sich mit der dortige bulgarische revolutionären Exilgemeinde traf.
Nach Abschluss seines Jurastudiums kehrte er 1899 in das Fürstentum Bulgarien zurück und wurde wenig später Lehrer in der bulgarischen Schule in Bitola. Dort wurde er als Mitglied der BMARK aufgenommen. In seiner Funktion als Mitglied der BMARK befreundete er sich mit Goze Deltschew, einem der Führer der Organisation, und unternahm mit ihm gemeinsame Aktionen gegen die osmanischen Machthaber. 1900 wurde er von der Organisation nach Thessaloniki geschickt, um die dortige Strukturen und das Zentrale Komitee zu unterstützen. Im selben Jahr flog jedoch seine Tarnung auf. Er tauchte unter und wurde Tschetnik (Kämpfer) der Tscheta (kleine bewegliche Kampfeinheiten) von Christo Tschernopeew. Nach kurzer Zeit jedoch führte er selbst einer Tscheta im Gebiet von Gevgelija an.

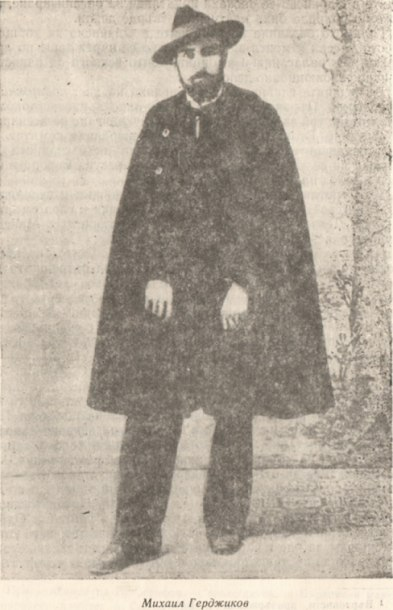
Michail Gerdschikow (1903)

Auf dem Kongress von Plowdiw im Jahre 1902 wählte ihn die BMARK zur Anführer der Organisation im Thrakien. Ihm ist es zu verdanken, dass in allen bulgarischen Gebieten in Ost- und Westthrakien Strukturen und Tschetas der inzwischen in Geheime Makedonien-Adrinanopeler Organisation (kurz GMARK) umbenannten Organisation aufgebaut wurden, die einen Aufstand gegen die türkisch-osmanischen Fremdherrscher vorbereiteten. Er organisierte und führte zwischen dem 11. und 13. Juli 1903 den Kongress der Organisation in Petrowa Niwa mit mehr als 300 Delegierten durch. Auf dem Kongress wurde er zum militärischen Anführer (bulg. главен войвода = Hauptwojwoda) der Aufständischen in der „7. revolutionären Region“ gewählt.
Als solcher rief er am 18. August 1903, dem Verklärung-des-Herrn-Tag (bulg.: Probraschenie-Tag), auf dem Berg Kitka im Strandscha-Gebirge den Aufstand aus. Gemeinsam mit Stamat Ikonomow und Lasar Madscharow wurde er zum Anführer der ausgerufenen Strandscha-Republik gewählt. In kurzer Zeit wurden die türkischen Grenzposten, Polizei- und Militärposten von den Aufständischen überwältigt. In den ersten Tagen des Aufstandes gelang es den Aufständischen von der bulgarischen Grenze her aus dem Norden bis nach Lozengrad im Süden vorzustoßen und somit ein großes Gebiet von der osmanischen Herrschaft zu befreien. Als Anführer einer Tscheta gelang es Gerdschikow dabei die Städte Ahtopol und Wasiliko zu erstürmen. Der Aufstand und die freie Republik überdauerten jedoch nur 20 Tage, bis die türkische Regierung den rund 26.000 Aufständischen 350.000 türkische Soldaten mit Artillerie und Kavallerie und eine unbestimmte Zahl von Freischärlern (Başı Bozuk) entgegenschickte.
In Makedonien und Thrakien waren unter den Todesopfern auch 5.000 bis 15.000 Zivilisten, 200 Dörfer wurden dem Erdboden gleichgemacht, 12.000 Häuser verbrannt, 70.000 Menschen wurden obdachlos, Zehntausende flohen in die benachbarten Länder, u. a. 30.000 nach Bulgarien. Größte Flüchtlingsstadt war Burgas am Schwarzen Meer. Dennoch kam es auch in den Folgejahren immer wieder zu Guerilla-Aktionen. In den letzten Tagen des Aufstandes griff die reguläre türkische Armee in der Gegend Petrowa Niwa mehr als 3.000 Kinder, Frauen und Alte an, bei denen es sich um bulgarische Flüchtlinge handelte. Das Massaker wird noch heute von der Türkei bestritten. Nach der blutigen Niederschlagung des Aufstandes sicherte Michail Gerdschikow zunächst die Flüchtlingskonvois Richtung Bulgarien ab und später deren Versorgung dort (s. Thrakische Bulgaren).
Im Vorfeld der Balkankriege wurde er wegen seiner Kenntnisse über die türkische Infrastruktur in Thrakien zum militärischen Berater des operativen Stabs von Gen. Iwan Fitschew gewählt. Während des Ersten Balkankrieges kämpfte er als Anführer einer Abteilung, die sich vornehmlich aus ehemaligen Kämpfer des Ilinden-Probraschenie-Aufstandes rekrutierte, und befreite Wasiliko und Ahtopol erneut, sowie Gramatikowo, Demirköy, Midia und anderen Ortschaften in Ostthrakien. Für seine Verdienste bei der Erstürmung Thrakiens durch die bulgarische Armee und seine Tapferkeit wurde er nach dem Krieg mit 15 Orden ausgezeichnet.

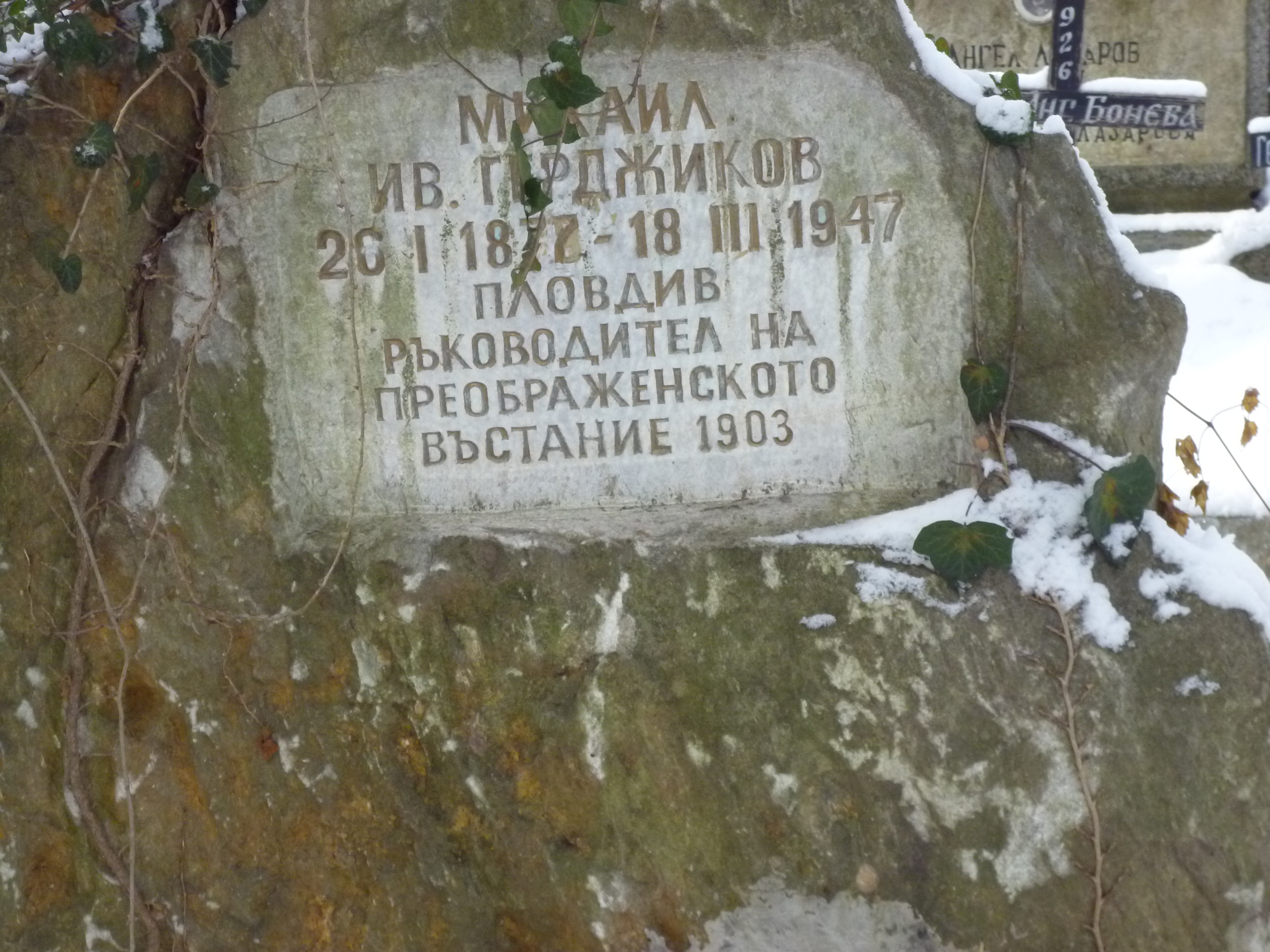
Gerdschikows Grabstein in Sofia

In der Zeit nach den Balkankriegen arbeitete Michail Gerdschikow als Journalist und Publizist. 1919 wurde er Begründer der „Föderation der Anarcho-Kommunisten in Bulgarien“. Nach dem Putsch vom 9. Juni 1923 durch rechtsorientierte Politiker wie Aleksandar Zankow und wegen der im Nachhinein installierten Regierung der „Demokratischen Eintracht“ emigrierte Michail Gerdschikow zunächst nach Istanbul und später nach Wien und Berlin, wo er für bulgarische und französische Zeitungen schrieb. 1928, 25 Jahre nach dem Ilinden-Preobraschenie-Aufstand, nahm er an der ersten Gedenkfeier in der Gegend Petrowa Niwa teil, die bis heute jährlich ausgerichtet wird. Nach sieben Jahren Exil kehrte er 1930 jedoch nach Bulgarien zurück, wo er erneut als Journalist arbeitete.
Nach der Machtergreifung der Kommunisten in Bulgarien fiel Michail Gerdschikow wegen seiner Unterstützung für die anarchistische Bewegung in Ungnade. Er starb 1947 in Sofia.
Er war mit der früheren Geliebten Goze Deltschews, Janka Kanaftschewa, verheiratet.